# Cigale du Taillis
Cigale du Taillis (22 mai 1990 - 21 août 2008) est une jument Selle français de saut d'obstacles, montée par Alexandra Ledermann et Eugénie Angot.
Elle permet à sa cavalière Eugénie Angot, qui la monte à partir de ses douze ans, de devenir la meilleure cavalière du monde selon le classement de la Fédération équestre internationale de décembre 2006. Elle reste le seul cheval français à avoir remporté le Grand Prix de Calgary.

## Histoire
Cigale du Taillis naît le 22 mai 1990 chez l'éleveur Gérard Louyot, à Illeville-sur-Montfort dans l'Eure, en Normandie. Il la met en vente aux enchères à Deauville. Elle est achetée par Bernard Bouteiller, pour seulement 31 000 francs.
La jument commence sa carrière en saut d'obstacles de haut niveau dans l'écurie des Ledermann, qui la reçoivent dans leurs installations de l'Eure âgée de trois ans. Elle termine le Championnat de France des 7 ans
au Touquet à la 11 ème place du classement général. À l'âge de 8 ans, elle est confiée à Alexandra Ledermann. La jument lui est finalement retirée, ce qui devient l'une des causes de la disparition d'Alexandra Ledermann en équitation de haut niveau.
En octobre 2002, année de ses 12 ans, son propriétaire la confie à Eugénie Angot, qui obtient d'excellents résultats en Grands Prix. Le couple participe aux Jeux Olympiques d'été d'Athènes en 2004, après une sélection considérée comme une surprise.
Cigale du Taillis reste aujourd'hui comme une des meilleures juments du saut d'obstacles français. En 2006, elle permet à sa cavalière, Eugénie Angot, de remporter le prestigieux Grand Prix de Calgary en Alberta.
En 2005, alors âgée de 15 ans, Cigale du taillis accuse de la fatigue lors du Jumping international de Paris-Bercy. Elle se retire du grand sport  lors du CSI5* de Valkenswaard en 2007.
À la fin de sa carrière sportive, Cigale du Taillis est l'une des juments les plus rentables de l'histoire avec près d'un million d'euros de gains. Elle reste en 2021 la seule jument française à avoir décroché le Grand Prix de Calgary.
Après sa carrière sportive, elle est rachetée par M. Schumacher pour devenir poulinière au haras des Brimbelles. Elle se fracture un tibia, puis est euthanasiée le 21 août 2008, à l'âge de 18 ans,.

## Description
Eugénie Angot la décrit comme une jument avec beaucoup de sang, très fine et légère sous la selle, affectueuse et volontaire, et généreuse sur la piste. Son point fort réside dans la puissance de son coup de jarret, et son point faible dans sa raideur. Elle est sensible, et n'aime pas le pansage sur le ventre. À l'entraînement, elle est sortie deux fois par jour, y compris pour de la randonnée.
La jument est souvent présentée comme ayant un mauvais rythme de galop mais une agilité exceptionnelle.
Dans Eugénie Angot, confidences d'une championne (2011), film réalisé par J-B Martin, sa cavalière confie considérer Cigale comme "la jument de sa vie", dotée d'une "rage de vaincre sans limite".

## Palmarès
- Décembre 1999 : Vainqueur du Concours hippique international de Genève
- Février 2004 : Vainqueur de la Coupe du Monde du CSI-W de Vigo[5].
- Juillet 2004 : Vainqueur du CSIO5* de Rome.
- Août 2004 : Vainqueur de la Samsung Super League avec l'équipe de France (Barcelone)
- Août 2004 : meilleure cheval français aux Jeux Olympiques d'Athènes (Grèce)
- Décembre 2005 : Vainqueur du CSI5*W de Londres Olympia.
- Septembre 2006 : Vainqueur du CSIO5* de Calgary, au Canada[2]